# Fenestraja mamillidens
Fenestraja mamillidens is een vissensoort uit de familie van de Gurgesiellidae. De wetenschappelijke naam van de soort is voor het eerst geldig gepubliceerd in 1889 door Alcock.